# サウンド・アスリート
サウンド・アスリートは、CBCラジオで放送されていたラジオ番組。2009年10月6日開始。2010年3月26日をもって番組終了。次番組は、宮部和裕がパーソナリティーの「宮部和裕のドラゴンズEXPRESS」。

## 放送日時
- 火曜-金曜18:00-20:00（前枠「ごごイチ」よりスジャータ時報CMを挟みステブレレスで開始）

## パーソナリティー
※全てCBCアナウンサー
- 火:高田寛之
- 水:伊藤敦基
- 木:宮部和裕
- 金:青木まな

## 概要
2008年シーズンまで放送されていた「ドラゴンズワールド」と「Link!!」を統合した大型夜ワイド番組。ドラゴンズ情報と'70～'90年代にヒットした懐かしの曲で綴る。

## 番組へのアクセス
- ハガキ・手紙: 〒460-8405
- FAX: 052-263-6800 何れもCBCラジオ「サウンド・アスリート」宛て
- Eメール: 番組公式サイト内に応募フォームあり。